# خناتساخ (آسکران)
خناتساخ (به ارمنی: Խնածախ) یک منطقهٔ مسکونی در جمهوری آرتساخ است که در استان آسکران واقع شده‌است. خناتساخ ۵۹۲ نفر جمعیت دارد.

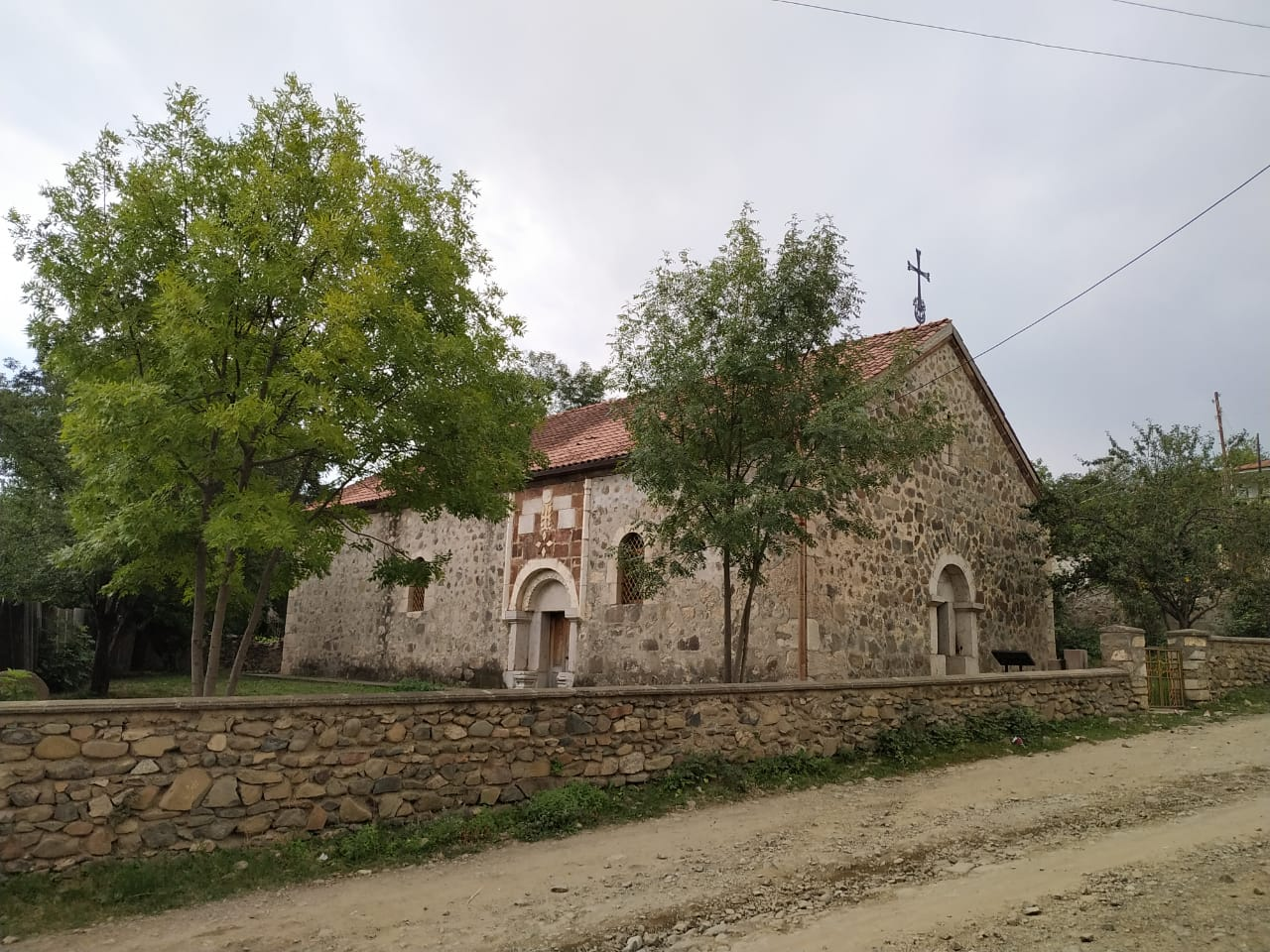